# Softbol nos Jogos Olímpicos
O softbol, versão similar do beisebol disputada apenas por mulheres, foi introduzido como esporte olímpico nos Jogos Olímpicos de Verão de 1996 em Atlanta. Os Estados Unidos foram os maiores campeões da modalidade, conquistando três medalhas de ouro e duas de prata nos cinco torneios disputados.
Por decisão do Comitê Olímpico Internacional, em julho de 2005, o softbol e o beisebol foram votados para não integrar o programa dos Jogos Olímpicos de 2012 em Londres, tornando-se as primeiras exclusões desde a retirada do polo a partir de 1936. O esporte só viria a retornar ao programa olímpico nos Jogos Olímpicos de 2020, em Tóquio, mas foi novamente removido para 2024.

## Eventos
| Evento   | 1996 | 00 | 04 | 08 | 12 | 16 | 20 | Edições |
| -------- | ---- | -- | -- | -- | -- | -- | -- | ------- |
| Feminino | •    | •  | •  | •  |    |    | •  | 5       |

## Resultados
Entre 1996 e 2008, as semifinais foram disputadas com o primeiro colocado da fase classificatória enfrentando o segundo e o terceiro enfrentando o quarto. Os vencedores das duas partidas disputam a Final, cujo perdedor ficava com a medalha de bronze e o vencedor se classificava para a Grande Final, em que eram decididas as medalhas de ouro e prata.
| Ano                     | Final              | Final     | Final              |               | Disputa do bronze | Disputa do bronze | Disputa do bronze |
| ----------------------- | ------------------ | --------- | ------------------ | ------------- | ----------------- | ----------------- | ----------------- |
| Ano                     | Ouro               | Placar    | Prata              | Bronze        | Placar            | Quarto colocado   |                   |
| Atlanta 1996 (detalhes) | USA Estados Unidos | 3–1       | CHN China          | AUS Austrália | 3–0               | JPN Japão         |                   |
| Sydney 2000 (detalhes)  | USA Estados Unidos | 2–1 (F/8) | JPN Japão          | AUS Austrália | 1–0               | CHN China         |                   |
| Atenas 2004 (detalhes)  | USA Estados Unidos | 5–1       | AUS Austrália      | JPN Japão     | 1–0               | CHN China         |                   |
| Pequim 2008 (detalhes)  | JPN Japão          | 3–1       | USA Estados Unidos | AUS Austrália | 5–3               | CAN Canadá        |                   |
| Tóquio 2020 (detalhes)  | JPN Japão          | 2–0       | USA Estados Unidos | CAN Canadá    | 3–2               | MEX México        |                   |

## Quadro geral de medalhas
| Ordem | País               | Medalha de ouro | Medalha de prata | Medalha de bronze |    |
| ----- | ------------------ | --------------- | ---------------- | ----------------- | -- |
| 1     | USA Estados Unidos | 3               | 2                |                   | 5  |
| 2     | JPN Japão          | 2               | 1                | 1                 | 4  |
| 3     | AUS Austrália      |                 | 1                | 3                 | 4  |
| 4     | CHN China          |                 | 1                |                   | 1  |
| 5     | CAN Canadá         |                 |                  | 1                 | 1  |
| TOTAL | TOTAL              | 5               | 5                | 5                 | 15 |